# Chlorocytus jaculatorius
Chlorocytus jaculatorius är en stekelart som beskrevs av Xiao och Huang 2000. Chlorocytus jaculatorius ingår i släktet Chlorocytus och familjen puppglanssteklar. Inga underarter finns listade i Catalogue of Life.